# Club Sportivo Palermo (Buenos Aires)
El Club Sportivo Palermo fue un club de fútbol argentino que jugó en la Primera División durante el amateurismo, en la década de 1920 y principios de la de 1930. Después de ser relegado en esa década y haber jugado en las categorías del ascenso durante muchos años, el club se retiró de los torneos de la Asociación del Fútbol Argentino el 8 de febrero de 1984 y poco tiempo después se disolvió.
Hasta el momento es la última institución que dejó de participar como afiliado directo de los torneos organizados por la AFA.

## Historia
Sportivo Palermo fue fundado el 18 de mayo de 1908 en el barrio que da lugar a su nombre. Su sede social se encontraba ubicada en la calle Fitz Roy al 2700, mientras que elige el azul con vivos blancos como colores de su camiseta.
En 1915 Sportivo Palermo se fusiona con el club Atlas, manteniendo su nombre como denominación, y se afilia a la Federación Argentina de Football. Comienza a participar en la cuarta división ascendiendo ese año y el siguiente, tras lo cual comienza a participar en la Segunda División. Allí se mantuvo hasta 1920, año en el que absorbe al club Eureka, tomó su plaza en la Primera División y comenzó a participar en la máxima categoría.
En 1932 se fusionó con el Club Atlético Palermo dando lugar al surgimiento del Club Atlético y Sportivo Palermo. Disputaron conjuntamente los torneos de 1933 y 1934 pero no obtuvieron buenos resultados y la fusión se disolvió. Sportivo Palermo continuó disputando los torneos del fútbol argentino, recayendo en la Tercera División al año siguiente, en 1935, ya que debido al advenimiento del profesionalismo se unieron las dos ligas existentes, debiendo hacer lugar a más clubes.
A partir de ese momento y a lo largo de dos décadas alternaría entre esa divisional, la última categoría en esa época, y sucesivas desafiliaciones hasta que en 1956 se vuelve a afiliar, esta vez comenzando en la Cuarta División y obtiene ese mismo año,  por invitación, el ascenso a Tercera. Luego seguirían varios ascensos y descensos entre estas dos divisiones hasta que en el año 1984, luego de más de una década en la última categoría, los dirigentes decidieron desafiliar al equipo definitivamente de los torneos de AFA. Poco tiempo después, el club dejó de existir.

### Fusión con el club Atlas
El surgimiento del Club Atlas se remonta al 6 de junio de 1890 cuando una ley autorizó a vender las tierras que antiguamente fueran de los padres de la Compañía de Jesús hasta su expulsión del imperio español en 1767. Esas tierras fueron adquiridas por la Sociedad Anónima Cooperativa La Paternal y comienza la construcción de casas obreras financiadas dando origen al barrio de La Paternal, nombrado a partir del nombre que tenía la Sociedad. Con el auge del fútbol amateur las empresas e instituciones propiciaron la formación de equipos de fútbol. La empresa entonces alentó la formación de un equipo con la creciente población del barrio, al que se denominó Atlas y cuya camiseta llevaba listones verticales celestes y rojos.
Al poco tiempo se convirtió en un equipo invicto y poderoso al que desafiaban otros equipos de barrio, que no lograban vencerlo. Entusiasmado con su creciente prestigio se afilió a la Federación Argentina de Football. En 1915 se lleva a cabo la fusión de Sportivo Palermo con Atlas. Debido a que en el momento en que deben asentar el nombre del nuevo club los jóvenes jugadores de Palermo eran mejores futbolistas que los mayores de Atlas terminaron imponiendo su nombre, por lo que desapareció Atlas y perduró Sportivo Palermo.

### Fusión con el club Eureka
La Asociación Atlética Eureka fue fundada el 14 de enero de 1915. Sus fundadores eran un grupo de ex-socios de Independientes La Plata quienes, luego de la disolución de este club, solicitaron y obtuvieron la afiliación a la Asociación. Tenía su Secretaría en California 2140 en el barrio porteño de Barracas y su cancha, desde 1916, en Carrasco 350, barrio de Floresta, trasladándose luego a Pavón 186, Avellaneda. Si bien hay versiones que indican que el club tenía camiseta a rayas verticales amarillas y negras, su camiseta era en realidad a rayas verticales pero verdes y blancas.
Tan solo tres años después de su fundación obtiene el campeonato de la división Intermedia de 1918, segunda categoría en ese momento, y asciende a la Primera División. Disputa el torneo de 1919, que no llegó a completarse, siendo este el último torneo que terminaría jugando bajo su denominación original. Al año siguiente, en la mitad del campeonato se fusiona con el Sportivo Palermo que logra de esta manera llegar a la máxima categoría tomando la plaza de Eureka, la cual pasó a manos de la institución palermitana, disputando los torneos a partir de ese momento con su nueva denominación.

### La mejor performance deportiva de Sportivo Palermo

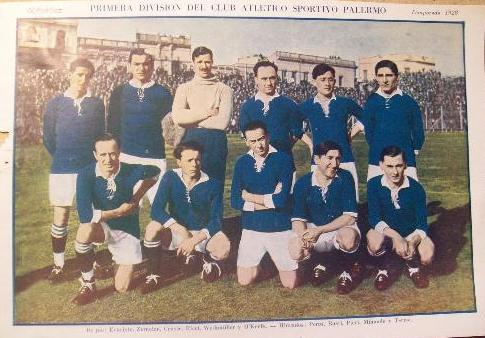
Equipo del Sportivo Palermo en 1927, en la revista El Gráfico.

Tras la fusión con Eureka, Sportivo Palermo obtiene su mejor performance deportiva. En el torneo de 1922 alcanza un segundo puesto en el campeonato de la Asociación Argentina de Football, aventajado por el campeón, Huracán, y dejando tercero a Boca Juniors.
En los Juegos Olímpicos de 1928, en Ámsterdam y en su primera participación olímpica en la disciplina, Argentina obtuvo la medalla de plata. Ese combinado nacional de Argentina contó con la participación de tres jugadores que en ese momento formaban parte del plantel de Sportivo Palermo: Luis Weihmuller, Adolfo Zumelzú y Juan Evaristo aunque solo este último disputó partidos como titular.
También formaron parte de ese plantel Ludovico Bidoglio y Alberto Helman. Bidoglio, que disputó casi todos los partidos, inició su carrera futbolística en Sportivo Palermo, aunque desde hacía varios años era una de las grandes figuras de Boca Juniors, mientras que Helman, que no tuvo minutos en el campeonato, formó parte del equipo más tarde, en 1931 y 1932. En ese torneo Argentina goleó 11 a 2 a los Estados Unidos, siendo este el partido con más goles disputado por la Selección de fútbol de Argentina hasta el momento.

### Fusión con el Club Atlético Palermo
En 1932 se produjo la fusión del Club Sportivo Palermo con el Club Atlético Palermo, adoptando la denominación de Club Atlético y Sportivo Palermo. Con esta denominación tuvo una breve historia, participó del torneo de Primera División de los años 1933 y 1934 en la Asociación Argentina de Football Amateurs y Profesionales, institución paralela a la Liga Argentina de Football, la cual propiciaba el profesionalismo en el fútbol.
Ambas campañas fueron muy malas, llegando a terminar en la última posición de la tabla en el torneo de 1934. Ya para el año siguiente la fusión se disuelve, retomando cada uno de los equipos su denominación original. El 3 de noviembre de 1934 las dos asociaciones del fútbol argentino se fusionaron y dieron lugar a la creación de la Asociación del Football Argentino consagrando el profesionalismo. Por este motivo, en 1935 ambos equipos se inscribieron en la Tercera División categoría a la que había sido relegada la fusión entre ambos.
Sin embargo, el Club Atlético Palermo desiste de participar del torneo que ya había comenzado (de hecho se le dio por perdido el primer partido por no presentarse) mientras que Sportivo Palermo sí disputó ese torneo. Para el primero sería la despedida de los torneos de AFA para siempre. Para este último sería el primero de muchos campeonatos en los que participaría hasta desafiliarse y desaparecer en 1984.

## Estadio
El club tuvo su primer campo de juego en la localidad de Caseros a partir del año 1915. Luego, en 1922, muda su estadio al barrio que pertenecía, el cual se encontraba ubicado en las calles El Salvador y Fitz Roy. Un par de años más tarde vuelve a mudarse, aunque dentro del barrio: el 8 de mayo de 1924 inaugura el Olímpico de Colombres en un partido ante Vélez Sarsfield que pierde por 2-0. El mismo se encontraba en el cruce de la avenida Canning (hoy llamada Scalabrini Ortiz) con las vías del Ferrocarril Belgrano, junto al circuito KDT y el Río de la Plata, en un lugar de la ciudad inhóspito en ese momento.
En el año 1945, cuando el club se encontraba desafiliado, la Municipialidad porteña lo desaloja de estos terrenosy se queda sin cancha. La misma había sufrido un incendio que destruyó sus tribunas y otras instalaciones. En 1947, año en que vuelve a competir, hace de local en Defensores de Belgrano, al año siguiente en JJ Urquiza y en 1949 en Argentinos Juniors. En 1950 queda desafiliado y vuelve a competir recién en 1955. Una vez reafiliado inicia un desfile por estadios de otros equipos, al no tener cancha propia: Atlanta, Defensores de Belgrano, Almagro, Platense y Central Argentino son algunos de los clubes que prestaron su cancha para que el equipo palermitano haga de local.
En 1963 le ceden un terreno en Villa Lynch donde Sportivo Palermo monta finalmente su estadio. El mismo pasaría a ser unos años más tarde el Monumental de Villa Lynch, propiedad del club Ferrocarril Urquiza. Este club le alquilaba el estadio a Sportivo Palermo, que hizo de local en esta cancha hasta la temporada 1967 inclusive. En 1968 disputa la primera fecha del torneo en este estadio,pero luego, por motivos que se desconocen, deja de hacer de local en este recinto. Es probable que el mismo se le haya entregado a su futuro propietario, Ferrocarril Urquiza, aunque dicho equipo recién se afiliaría a los torneos de AFA en 1970. Es incierto cómo recibió y por qué le quitaron el comodato de este terreno, pero lo cierto es que debió volver a disputar sus partidos como local en estadios ajenos.
Luego de perder su estadio nuevamente, hace de local en cancha de Excursionistas y luego disputa la mayor parte del torneo de 1968 en el estadio de Nueva Chicago. Aquí vuelve el desfile por estadios de otros clubes: Barracas Central,Atlanta,Colegiales,y varias canchas más, que dan cuenta de que Sportivo Palermo no podía siquiera hacer de local de forma fija en un estadio. En su última campaña antes de la desafiliación, en 1984, hizo de local en el estadio de Brown de Adrogué.Fue el último recinto donde el equipo palermitano ejerció la localía.

## Datos del Club

#### En el amateurismo
- Temporadas en Primera División: 15 (1920-1934)[25]
- Temporadas en Segunda División: 2 (1918-1919)
- Temporadas en Tercera División: 3 (1915-1917)

#### En el profesionalismo
- Temporadas en Tercera División: 22 (1935-1942, 1947-1949, 1957-1960, 1964-1970)
- Temporadas en Cuarta División: 17 (1956, 1961-1963, 1971-1983)
- Temporadas desafiliado: 10 (1943-1946, 1950-1955)

#### Total
- Temporadas en Primera División: 15
- Temporadas en Segunda División: 3
- Temporadas en Tercera División: 23
- Temporadas en Cuarta División:  18